# Idiodes simplaria
Idiodes simplaria är en fjärilsart som beskrevs av Arnold Pagenstecher 1890. Idiodes simplaria ingår i släktet Idiodes och familjen mätare. Inga underarter finns listade i Catalogue of Life.